# Созопол
Созопол, у неким наводима и Созопољ (буг. Созопол) градић је у Републици Бугарској и средиште истоимене општине Созопол у оквиру Бургаске области.
Созопол је приморско летовалиште на обали Црног мора, које радо посећују и људи из Србије.

## Географија
Созопол се налази југоисточном делу Бугарске. Од престонице Софије град је удаљен 430 km источно, а од обласног средишта, Бургаса град је удаљен 25 km источно.
Созопол је насеље на бугарској обали Црног мора. Градско приобаље чини низ плажа, а у позадини се издижу планина Странџа.

## Историја
На простору Созопола вековима су живели Грци, да би почетком 20. века дошло до размене становништва са суседном Грчком, када су овде насељене бугарске пребеглице из северне Грчке.

## Становништво
По проценама из 2007. године Созопол је имао око 5.800 становника. Огромна већина градског становништва су етнички Бугари. Остатак су махом Роми. Претежан вероисповест месног становништва је православље.

## Галерија
- Улаз у градску тврђаву
- Једна од градских плажа
- Градска марина
- Старе куће у Созополу